# Атарская Лука
«Ата́рская Лука́» — проект национального парка на территории Кировской области.

## Описание
Создаваемый парк располагается в южной части Кировской области на стыке трёх районов — Советского, Нолинского и Лебяжского. По проекту парк будет включать в себя три излучины реки Вятки: Атарская, Кукарская, Красносельская, а также прилегающую к пойме реки территорию. Данная территория отличается живописным ландшафтом, образованным пересечением рекой Вяткой центральной части Вятских увалов с образованием излучин (лук). Характерны развитые формы рельефа — оползни, конуса выноса, эрозионные останцы, обнажения коренных пород.
В растительном покрове преобладают черты южной тайги, большое разнообразие в местную флору вносит пойма реки Вятки. Преобладают хвойные: ель, сосна, пихта с большой примесью мелколиственных: берёза, осина. По берегам Вятка расположены густые заросли кустарников: ива, черёмуха, шиповник. В местной флоре распространены редкие для местных широт некоторые виды, такие как дуб черешчатый, жостер, ежевика сизая, орешник. Значительную часть территории занимают луга и поля.
На территории отмечены следы пребывания северного оленя, бурундука, росомахи, выдры и других редких для области млекопитающих. Из птиц — беркут, большой подорлик, филин. В водах Вятки водятся: стерлядь, сапа, сом, налим, судак, щука, окунь, язь, чехонь.
На землях подлежащих под этот парк ведётся традиционная хозяйственная деятельность местного населения, выпас скота, сбор ягод и грибов, по соседству с территорией ведутся лесозаготовки, добыча строительных материалов (песок, гравий).
Проект парка разрабатывается областным департаментом экологии и природопользования Кировской области, открытие было запланировано на 2014 год, но пока не состоялось. Цель создание парка — максимальное использование культурного, рекреационного, научного и природоохранного потенциала территории. При финансовой поддержке РГО проводятся комплексные географические обследования. Составлено технико-экономическое обоснование и проведены предварительные научные изыскания в районе Атарской луки. Продолжаются переговоры с арендаторами лесных участков и охотопользователями о компенсации их потерь в случае создания парка. Также предполагается присоединение к парку как кластер Медведский бор, находящегося ниже по течению Вятки на левом берегу.
В апреле 2018 года пресс-центр Правительства Кировской области распространил информацию о том, что в состав территории проектируемого национального парка кроме «Атарской луки» также могут войти участок «Немдинский» вдоль реки Немда и участок «Котельничский» в Котельничском районе на правобережье реки Вятки. Таким образом, площадь будущего национального парка увеличится в полтора раза, до 50 тысяч гектаров. «Немдинский» является частью государственного природного заказника регионального значения «Пижемский» и включает себя ряд охраняемых территорий регионального значения, а «Котельничский» создан на месте памятника природы регионального значения — местонахождение парейазавров в районе города Котельнича. В марте Минприроды РФ одобрило включение данных территорий в виде кластерных участков в концепцию развития системы особо охраняемых природных территорий федерального значения до 2022 года.
Территория будущего парка уже привлекает к себе внимание туристов, рыбаков, охотников, любителей грибов и ягод.

## Достопримечательности
Возле села Атары находится пляж с участком белого кварцевого песка, который обладает звуковым эффектом — «поющие пески». Также на территории будущего парка обнаружены захоронения мамонтов, бизонов и других древнейших млекопитающих.